# Хаймито фон Додерер (награда)
Литературната награда „Хаймито фон Додерер“ (на немски: Heimito von Doderer-Literaturpreis) е учредена през 1996 г. по случай 100-годишнината от рождението на Хаймито фон Додерер. Отличието има за цел от една страна да поддържа жив спомена за „един от най-значителните писатели на XX век“, а от друга – да удостоява отделни произведения или цялостното творчество на съвременни писатели, които с „голяма езикова чувствителност и оригиналност“ се вписват в традицията на Додерер.
С поощрителната награда се удостояват „силни белетристични дебюти“. В особени случаи се раздават специални награди.
Главната награда е свързана (след 2006 г.) с парична премия от 20 000 €, а пощрителната и специалната награда са в размер на по 5000 €.

## Носители на наградата (подбор)
- Роберт Менасе (1990) (предварителна награда)
- Петер Уотърхаус (1997)
- Урс Видмер (1998), Катрин Шмит (поощрение)
- Мартин Мозебах (1999)
- Франц Йозеф Чернин (1998) (специална награда за литературна есеистика)
- Валтер Кемповски (2000), Дорон Рабиновичи (поощрение)
- Фелицитас Хопе и Ане Вебер (2004)
- Даниел Келман (2006)
- Джени Ерпенбек (2008), Саша Станишич (поощрение)